# 수원가톨릭대학교
수원가톨릭대학교(水原가톨릭大學校, Suwon Catholic University)는 경기도 화성시 봉담읍 왕림리에 있는 사립 대학교이다.

## 역사
- 1983년 학교법인 광암학원 설립
- 1984년 수원가톨릭대학 개교
- 1988년 대학원 설립
- 1988년 제1회 학위수여식(신학사 34명)
- 1990년 첫 사제 서품(11명)
- 1996년 수원가톨릭대학교로 개칭